# Campionati del mondo di atletica leggera 2015 - 10000 metri piani femminili
La gara dei 10000 metri piani femminili dei Campionati del mondo di atletica leggera 2015 si è svolta domenica 24 agosto 2015.

## Podio
| Pos.    | Atleta           | Nazionalità | Tempo    |
| ------- | ---------------- | ----------- | -------- |
| Oro     | Vivian Cheruiyot | Kenya       | 31'41"31 |
| Argento | Gelete Burka     | Etiopia     | 31'41"77 |
| Bronzo  | Emily Infeld     | Stati Uniti | 31'43"49 |

## Situazione pre-gara

### Record
Prima di questa competizione, il record del mondo (WR) e il record dei campionati (CR) erano i seguenti.
| Record                | Prestazione | Atleta                | Data                           | Competizione              |
| --------------------- | ----------- | --------------------- | ------------------------------ | ------------------------- |
| Record mondiale       | 29'31"78    | Junxia Wang Cina      | 8 settembre 1993 Pechino, Cina |                           |
| Record dei campionati | 30'04"18    | Berhane Adere Etiopia | 23 agosto 2003 Parigi, Francia | Campionati del mondo 2003 |

### Campioni in carica
I campioni in carica, a livello mondiale e continentale, erano:
| Campione | Atleta                  | Prestazione | Data                              | Competizione               |
| -------- | ----------------------- | ----------- | --------------------------------- | -------------------------- |
| Olimpico | Tirunesh Dibaba Etiopia | 30'20"75    | 3 agosto 2012 Londra, Regno Unito | Giochi della XXX Olimpiade |
| Mondiale | Tirunesh Dibaba Etiopia | 30'43"35    | 11 agosto 2013 Mosca, Russia      | Campionati del mondo 2013  |

### La stagione
Prima di questa gara, gli atleti con le migliori tre prestazioni dell'anno erano:
| Pos. | Atleta                   | Prestazione | Data                                |
| ---- | ------------------------ | ----------- | ----------------------------------- |
| 1    | Gelete Burka Etiopia     | 30'49"68    | 17 giugno 2015 Hengelo, Paesi Bassi |
| 2    | Alemitu Heroye Etiopia   | 30'50"83    | 17 giugno 2015 Hengelo, Paesi Bassi |
| 3    | Belaynesh Oljira Etiopia | 30'53"69    | 17 giugno 2015 Hengelo, Paesi Bassi |

## Risultati
| Pos. | Atleta              | Nazionalità         | Tempo    | Note                                     |
| ---- | ------------------- | ------------------- | -------- | ---------------------------------------- |
|      | Vivian Cheruiyot    | Kenya               | 31:41.31 |                                          |
|      | Gelete Burka        | Etiopia             | 31:41.77 |                                          |
|      | Emily Infeld        | Stati Uniti         | 31:43.49 |                                          |
| 4    | Molly Huddle        | Stati Uniti         | 31:43.58 |                                          |
| 5    | Sally Kipyego       | Kenya               | 31:44.42 | Miglior prestazione personale stagionale |
| 6    | Shalane Flanagan    | Stati Uniti         | 31:46.23 |                                          |
| 7    | Alemitu Heroye      | Etiopia             | 31:49.79 |                                          |
| 8    | Betsy Saina         | Kenya               | 31:51.35 | Miglior prestazione personale stagionale |
| 9    | Belaynesh Oljira    | Etiopia             | 31:53.01 |                                          |
| 10   | Susan Kuijken       | Paesi Bassi         | 31:54.32 |                                          |
| 11   | Jip Vastenburg      | Paesi Bassi         | 32:03.03 |                                          |
| 12   | Sara Moreira        | Portogallo          | 32:06.14 |                                          |
| 13   | Kasumi Nishihara    | Giappone            | 32:12.95 |                                          |
| 14   | Brenda Flores       | Messico             | 32:15.26 |                                          |
| 15   | Kate Avery          | Regno Unito         | 32:16.19 |                                          |
| 16   | Trihas Gebre        | Spagna              | 32:20.87 |                                          |
| 17   | Juliet Chekwel      | Uganda              | 32:20.95 | Record nazionale                         |
| 18   | Lanni Marchant      | Canada              | 32:22.50 |                                          |
| 19   | Ana Dulce Félix     | Portogallo          | 32:26.07 |                                          |
| 20   | Yuka Takashima      | Giappone            | 32:27.79 |                                          |
| 21   | Almensh Belete      | Belgio              | 32:47.62 | Miglior prestazione personale stagionale |
| 22   | Rei Ohara           | Giappone            | 32:47.74 |                                          |
| 23   | Natasha Wodak       | Canada              | 32:59.20 |                                          |
| 24   | Nazret Weldu        | Eritrea             | 33:14.18 | Miglior prestazione personale stagionale |
|      | Alia Saeed Mohammed | Emirati Arabi Uniti | dns      |                                          |